# Claudia Ludwig

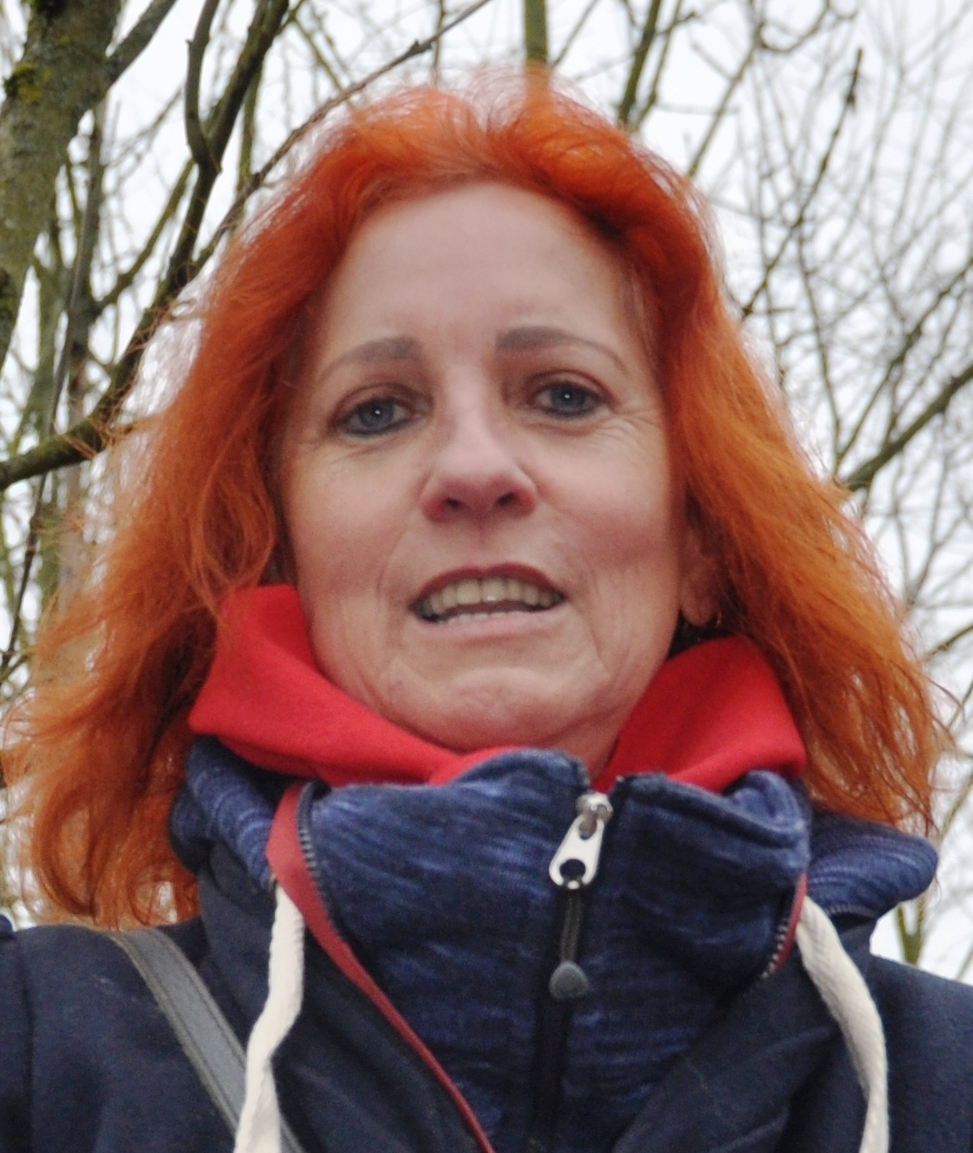
Claudia Ludwig (2020)

Claudia Ludwig (* 15. September 1960) ist eine deutsche Moderatorin und Journalistin.

## Biographie

### Beruflicher Werdegang
Claudia Ludwig machte 1978 Abitur an Lichtenbergschule Darmstadt. An der Goethe-Universität Frankfurt absolvierte sie Studiengänge in Germanistik, Geschichte, Politik und Pädagogik, die sie 1983 mit dem Ersten Staatsexamen für Sekundarstufe II für Gymnasien abschloss. Anschließend arbeitete sie als Reporterin und Moderatorin für die Hörfunksendungen Rhein-Main-Journal von HR 4 sowie Pinnbord von HR 3. 1988 promovierte sie in Neuere Literaturwissenschaften zum Dr. phil., während sie bereits ein eineinhalbjähriges Redaktionsvolontariat beim Hessischen Rundfunk/Fernsehen absolvierte. Sie moderierte von 1989 bis 1999 beim Bayerischen Fernsehen die Sendungen Die Tiersprechstunde und Zeit für Tiere (Co-Produktion mit dem WDR) sowie von 1991 bis 2012 die Fernsehsendung Tiere suchen ein Zuhause des WDR Fernsehens und ab 1998 Service Natur beim hr-fernsehen. Bei Sat.1 war sie 2012/13 neben Wolfgang Kindler Moderatorin der vierteiligen Fernsehreihe Schluss mit Mobbing. Über 20 Jahre lang war sie als Redakteurin für die Sendung Herrchen gesucht des Hessischen Rundfunks tätig und ist dort nach wie vor für die Platzierung von Natur- und Tierfilmen zuständig. Auf www.tiervision.de moderiert sie seit Ende 2012 die Internet-Sendung Pfotenhilfe. Auch hier stellt sie vor allem Hunde und Katzen aus Tierschutzorganisationen vor, um für sie ein neues Zuhause zu finden. Ludwig ist verheiratet, hat drei Kinder, drei Hunde und drei Katzen und wohnt in der Nähe von Frankfurt.

### Politisches Engagement
Seit März 2016 ist Claudia Ludwig für die SPD Mitglied der Stadtverordnetenversammlung in Schwalbach am Taunus.

## Veröffentlichungen
- 1988: Was du ererbt von deinen Vätern hast: Michael Endes Phantásien. Symbolik und literarische Quellen, Peter Lang GmbH, Internationaler Verlag der Wissenschaften, ISBN 978-3-8204-1181-2 (Promotionsschrift)
- 1994: Ein neues Zuhause für Streuner und Tierheimhund, Falken, ISBN 978-3-8068-1512-2
- 1996: Tiere suchen ein Zuhause: über Tiere, Tierschutz und Tierhaltung; das Begleitbuch zur WDR-Fernsehsendung, Rau, ISBN 978-3-7919-0673-7
- 1998: Ein junger Hund zieht ein: Auswahl, Haltung, Erziehung, Falken, ISBN 978-3-8068-1678-5
- 1998: Mit dem Hund in den Urlaub, Falken, ISBN 978-3-8068-1991-5
- 2000: Kinder brauchen Tiere, vgs, ISBN 978-3-8025-1435-7
- 2001: Wenn das Haustier stirbt, vgs, ISBN 978-3-8025-1436-4
- 2007: Straßenhunde suchen ein Zuhause, Kosmos, ISBN 978-3-440-10637-2
- 2010: Glücklich mit Hund: Expertenrat der bekannten TV-Moderatorin, BLV-Verlag, ISBN 978-3-8354-0713-8